# Nihoa mambulu
Espèce
Nihoa mambulu est une espèce d'araignées mygalomorphes de la famille des Barychelidae.

## Distribution
Cette espèce est endémique de Guadalcanal aux Salomon,. Elle se rencontre sur le mont Austen.

## Description
Le mâle holotype mesure 17 mm

## Étymologie
Son nom d'espèce lui a été donné en référence au lieu de sa découverte, le Mambulu ou mont Austen.

## Publication originale
- Raven, 1994 : Mygalomorph spiders of the Barychelidae in Australia and the Western Pacific. Memoirs of the Queensland Museum, vol. 35, no 2, p. 291-706 (texte intégral).